# Viking 1

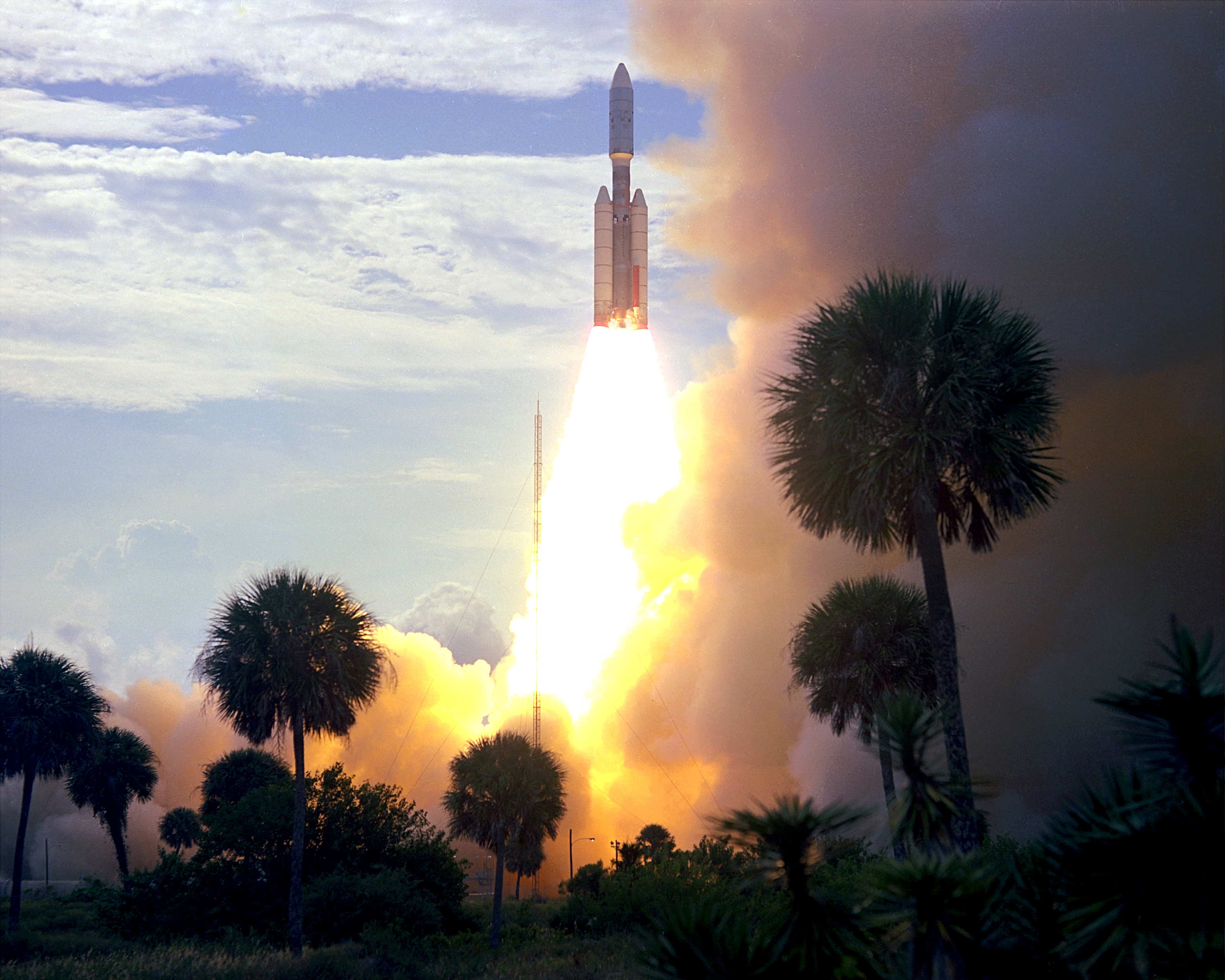
Lansarea

Viking 1 este prima din cele două sonde spațiale NASA din Programul Viking. A fost lansată pe 20 august 1975 și a ajuns pe orbita marțiană la 19 iunie 1976.
A fost prima navă spațială care a coborât cu succes pe planeta Marte și și-a îndeplinit misiunea sa,, deținând până pe 19 mai 2010 și recordul celei mai lungi misiuni marțiene la sol cu un total de 6 ani și 116 zile (de la amartizare până la oprirea misiunii la suprafață, timpul terestru).

## Misiunea
Viking 1 a fost lansată de la Centrul Spațial Kennedy, Cap Canaveral pe 20 august 1975, cu ajutorul unei rachete Titan III suplimentată cu o treaptă Centaur. A ajuns în apropierea planetei Marte pe 19 iunie 1976. La început nava s-a amplasat pe o orbită eliptică sincronă în jurul planetei, având o periadă de revoluție de 24,66 ore, un apocentru de 33000 km și un pericentru de 1513 km. În timpul primei luni s-a căutat un loc de amartizare pentru modulul de amartizare aflat la bordul navei Viking 1, care era planificată inițial pentru 4 iulie 1976 când se aniversau 200 de ani de la Declarația de independență a Statelor Unite ale Americii. Aceasta dată a fost totuși amânată până s-a găsit un loc de amartizare potrivit, astfel pe 20 iulie, orele 08:51 UTC (Ora universală coordonată) modulul de amartizare (lander) s-a desprins de navă și a atins planeta la 11:53:06 UTC.